# Ла Индия
Ла Индия (на испански: Linda Viera Caballero, Линда Виера Кабалеро) е известна пуерториканска салса певица с няколко номинации за награда Грами и за Latin Grammy Award, позната и като Принцесата на салсата.

## Ранни години
Ла Линда е родена на 9 март 1970 в Рио Педрас, Пуерто Рико. Нейните родители решават да мигрират в Ню Йорк бързо след нейното раждане и непосредствено след пристигането им се ориентират към южните части на Бронкс. Заедно със семейството е и бабата на Линда – личност, която играе първостепенна роля в живота на бъдещата звездата. По време на своето гимназиално образование, тя има възможността да създаде контакт с Louie Vega, който я въвежда в необятните ширини на градската улична музика, запознавайки я с хип-хоп тенденциите на деня.

## „India“
Младата госпожица Кабалеро става известна под псевдонима Ла Индия заради нейните шоколадово кафяви черти и дълга черна коса. През 1985 година, едва 14-годишна, тя става беквокалистка към сформираната латино-ипровизационна формация TKA и успява да спечели челното место с хитът "I can't get no sleep". Под ръководството на John "Jellybean" Benitez (Пуерто Рикански диджей, спряган с откритието на Мадона). India продължава съвместната си дейност по студийни проекти с John "Jellybean" Benitez, вокалите на клубния му хит „Mirage“ са именно нейно дело. По-късно тя записва продуцираният от самата нея сингъл "Dancing on the fire". Когато не пее, Caballero печели, изявявайки се като модел.
През 1990, деветнадесет годишната Caballero се жени за Louie Vega, добре познат под името Little Louie Vega, диджей и продуцент. Преди бракът си с него, India подписва договор с Reprise Records, които плануват да я направят латино версия на Madonna Ciccone. След записването на албумът „Breaking Night“, певицата решава, че не желае да продължи по този път кариерата си.
Трасиращ момент от кариерата на младата певица изиграва случаят, в който салса звездата Еди Палмиери посещава младото семейство в тяхното звукозаписно студио.
През 1992 Палмиери продуцира нейният първи Испано-езичен салса албум, титулуван „Llego la India via Eddie Palmieri“ (Индия пристигна благодарение на Еди Палмиери), който бива почетен като един от най-добрите салса албуми на годината. От този момент младата Caballero става известна на всички като La India.
1994 е годината, когато La India записва с Little Louie хаус сингълът, който отдава почит на Santeria (еклектична религия, свързана предимно с Карибите), наименован „Love and Happiness ('Yemaya y Ochún).“ Намесата на Santeria раздразва доста хора и като резултат тя печели многобройна критика. По-късно La India записва Dicen Que Soy (They Say that I Am), който се превръща в лидер на музикалните класации. В него певицата заявява, че не се вълнува от това какво другите мислят за нея. Същата година тя записва песента „Vivir Lo Nuestro“, дует с Марк Антъни, който се появява на бял свят с албумът Combinación Perfecta.

## Първи салса албум
Трасиращ момент от кариерата на младата певица изиграва случаят, в който салса звездата Еди Палмиери посещава младото семейство в тяхното звукозаписно студио.
1994 е годината, когато La India записва с Little Louie хаус сингълът, който отдава почит на Santeria (еклектична религия, свързана предимно с Карибите), наименован „Love and Happiness ('Yemaya y Ochún).“ Намесата на Santeria раздразва доста хора и като резултат тя печели многобройна критика. По-късно La India записва Dicen Que Soy (They Say that I Am), който се превръща в лидер на музикалните класации. В него певицата заявява, че не се вълнува от това какво другите мислят за нея. Същата година тя записва песента „Vivir Lo Nuestro“, дует с Марк Антъни, който се появява на бял свят с албумът Combinación Perfecta.

## India, the Princess of Salsa
Годината е 1996, когато La India вече работи с Тито Пуенте по продукцията „Jazzin“, английската версия на някои суинг класики, с латино мотиви за RMM Records.
Това е годината, когато тя пее „Voces Unidas“ (United Voices) в дует с Марк Антъни. Също така, тя издава „India:Mega Mix“ същата година, малко преди да се разведе с Louie Vega. La India изпява дуетът „La Voz de la Experiencia“ (The Voice of Experience) с Celia Cruz, „The Queen of Salsa“. Това е моментът, в който Cruz кръщава La India „Принцесата на салсата“.
През 1997 La India записва „Sobre el Fuego“ (Over the Fire) със салса певецът от Пуерто Рико Kevin Ceballo и бива номинирана за „Най-добро латино-тропическо изпълнение“ на наградите грами за принос в музиката, година по-късно печели ACE награда.
На 31 май, 1998 г. La India прави два успешни концерта с разпродадени за тях билети в Сан Хуан, Пуерто Рико. Завръщайки се в САЩ, каналът UPN излъчва едно от нейните изпълнения. La India поставя редица концерти в Ню Йорк, в Madison Square Garden и за El Festival de la Calle Ocho в Маями, Флорида.
На 5 февруари 2000 година Billboard списанието отделя цяла страница като поздравителна нота за нейната втора Grammy номинация и през март, същата година тя е представена в списанието Vibe.
2003 е годината, когато La India издава „Latin Songbird: Mi Alma Y Corazón“. Изключителния сингъл от албума, романтичното салса парче „Sedúceme“ се превръща в хит из латино класациите, печелейки първото место на Щатския чарт за най-горещо латино парче, задържайки се на челна позиция за няколко седмици. Това е нейното първо „номер едно“ парче, печелейки нови хоризонти за изпълнителката, награди и номинации, включващи две нови номинации за Grammy в категориите за Най-добър салса албум и Най-добра тропическа песен на 2003, нейната трета номинация за Grammy е през 2004 за Най-добър салса албум.
През 2005 La India Взима участие в музикалната презентация 'Selena Vive', в почит на сензацията 'Selena Quintanilla – Perez'.
2006 година – издава албума „Soy Diferente“, 2 песни от който се превръщат отново в хитове – „Soy Diferente“ и „Solamente Una Noche“. Годишните латино чарт награди отделят 2 от призовете си за La India – „най-добър тропически (фигуративен, метафоричен, образен) албум“ на годината сред жените за „Soy Diferente“ и „Латино денс клуб песен на годината“ за Just For One Night/Solamente Una Noche".

## Дискография
Among La India's recordings are the following:

### Студийни албуми (New Material)
- 1989: Breaking Night
- 1992: Llego La India Via Eddie Palmieri
- 1994: Dicen Que Soy
- 1996: Jazzin' with Tito Puente
- 1997: Sobre el Fuego
- 1999: Sola
- 2003: Latin Songbird: Mi Alma Y Corazón
- 2006: Soy Diferente

### Компилации
- Love and Happiness EP (with River Ocean) (1993)
- India Megamix (1997)
- The Best of India (2004)
- Grandes Exitos + (2005)

### Работа по други проекти
- With Tony Humphries
  - Keith Thompson – Rhythm of Life

- With Masters At Work
  - 1992 – Ride On The Rhythm by Louie Vega & Marc Anthony (Wrote/Background Vocals)
  - 1993 – When You Touch Me and I Can't Get No Sleep (from „The Album“)
  - 1994 – Voices In My Mind by Voices (India, Carol Sylvan, Michael Watford)
  - 1994 – Vibe P.M. (Masters at Work Remix) (featured with Mondo Grosso)
  - 1998 – To Be In Love (MAW Remix) (from MAW Records: The Collection Volume I)
  - 1998 – Runaway (from „Nuyorican Soul“)
  - 2002 – Backfired (from „Our Time Is Coming“)
- RMM Combinacion Perfecta
  - 1994 – Vivir Lo Nuestro (duet with Marc Anthony)
- Lil Mo Ying Yang
  - 1995 Reach (Samples "Love & Happiness)
- Voces Unidas: The Atlanta Olympics
  - 1996 – Banderas
- JohNick – Play The World EP
  - 1996 – Play The World (Samples „Love & Happiness“)
- With Oscar D'Leon
  - 1997 – Hazme El Amor (from „Es De Nueva York“)
- The Last Days of Disco Original Motion Picture Soundtrack
  - 1998 – I Love the Nightlife (Disco Round)
- The 24 Hour Woman Original Motion Picture Soundtrack
  - 1999 – India Con Lavoe (Viva Puerto Rico)
- Haus-A-Holics – Latin Spice EP
  - 2001 – Que Pasa by Haus-A-Holics (Samples from „Oye Como Va“ with Tito Puente Jr.)
- Empire Original Motion Picture Soundtrack
  - 2003 – Empire, Imperio
- With Tito Nieves, Nicky Jam, and K-Mil
  - 2004 – Ya No Queda Nada
- Tribute to Selena
  - 2005 – No Debes Jugar (from „Selena Vive“)
- With Marlon Fernández
  - 2006 – Usted Abusó (from „Mi Sueño“)
- With R.K.M. & Ken-Y, Polaco, Nicky Jam, and Carlitos Way
  - 2006 – Tocarte Toda
- With Gloria Estefan
  - 2007 – 90 Millas (from 90 Millas)
- With Michael Stuart
  - 2007 – Un Amor Tan Grande (from Sentimiento De Un Rumbero)
- With Yolandita Monge
  - 2008 – Mala (Tropical Remix) (from „Mala“)